# Reprezentacja Fidżi w rugby union mężczyzn

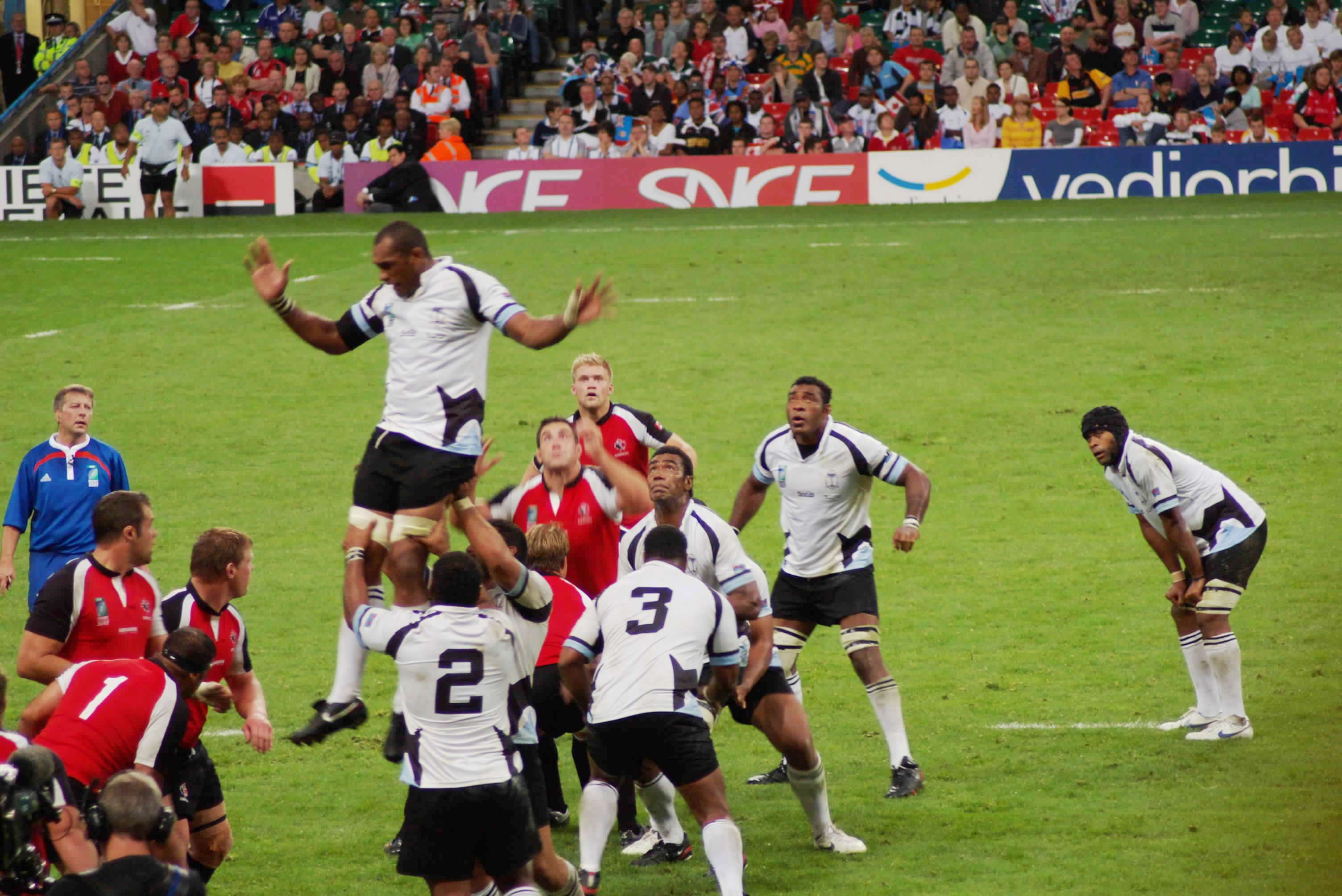
Mecz Fidżi – podczas Pucharu Świata w 2007 roku

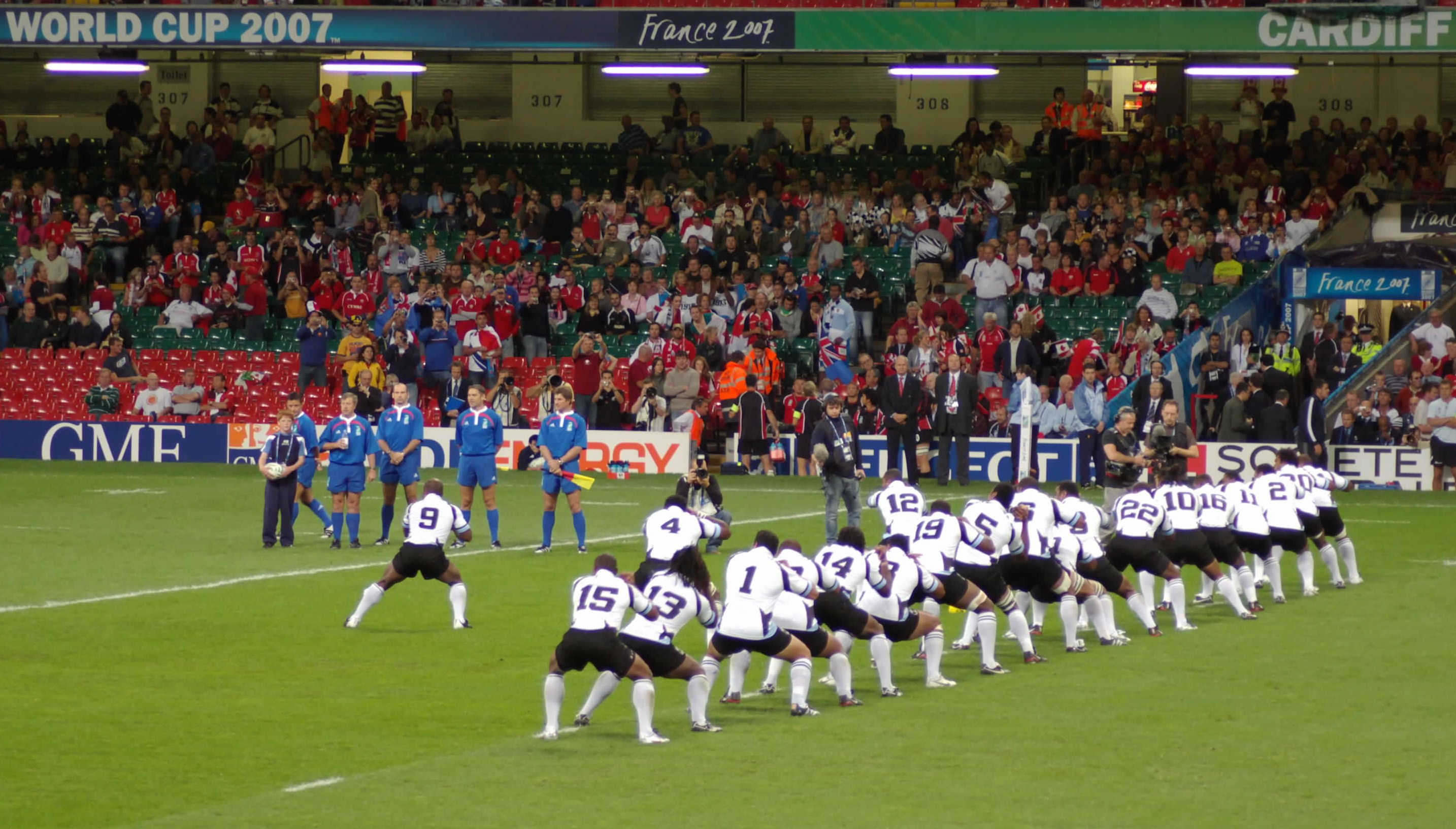
Zawodnicy Fidżi wykonujący przed meczem tradycyjny taniec Cibi

Reprezentacja Fidżi w rugby union mężczyzn – zespół rugby union, biorący udział w imieniu Fidżi w meczach i sportowych imprezach międzynarodowych, powoływany przez selekcjonera, w którym mogą występować wyłącznie zawodnicy posiadający obywatelstwo tego kraju, mieszkający w nim, bądź kwalifikujący się ze względu na pochodzenie rodziców lub dziadków. Za jego funkcjonowanie odpowiedzialny jest Fiji Rugby Union, członek FORU oraz IRB.